# Five-a-Side
Five-a-Side es el primer álbum de estudio de la banda británica Ace. Fue publicado en diciembre de 1974 a través de Anchor Records.

## Recepción de la crítica
Un escritor no especificado de la revista Cash Box comentó: “El quinteto es capaz de producir una variedad de sonidos, desde baladas suaves y melodiosas hasta r&b funky y dinámico. Tex Comer, Fran Byrne, Bam King, Phil Harris y Paul Carrack forman un equipo fuerte y este disco refleja la cohesión que han desarrollado como unidad”, mientras que Billboard lo describió como “un conjunto de hard rock bueno y básico de un quinteto británico especializado en voces armónicas bien hechas y un uso eficaz y de buen gusto de la guitarra y los teclados. [...] Nada radicalmente diferente a cualquier otra cosa que haya estado sucediendo, excepto que se hace de manera profesional, lo cual es inusual en sí mismo”.

## Lista de canciones
Todas las canciones escritas y compuestas por Paul Carrack, excepto donde esta anotado. 
| Lado uno |                                                                 |          |  |
| N.º      | Título                                                          | Duración |  |
| 1.       | «Sniffin' About» (Carrack, Bam King)                            | 4:46     |  |
| 2.       | «Rock & Roll Runaway» (Carrack, Terry Comer, Phil Harris, King) | 3:09     |  |
| 3.       | «How Long»                                                      | 3:25     |  |
| 4.       | «The Real Feeling»                                              | 2:24     |  |
| 5.       | «24 Hours»                                                      | 4:03     |  |

| Lado dos |                                         |          |  |
| N.º      | Título                                  | Duración |  |
| 1.       | «Why?»                                  | 3:20     |  |
| 2.       | «Time Ain't Long» (Carrack, Jes Walker) | 3:54     |  |
| 3.       | «Know How It Feels»                     | 3:28     |  |
| 4.       | «Satellite»                             | 3:31     |  |
| 5.       | «So Sorry Baby» (Harris)                | 3:55     |  |

## Créditos y personal
Créditos adaptados desde las notas de álbum de Five-a-Side.
Ace
- Tex Comer – guitarra bajo
- Paul Carrack – teclados, voces
- Bam King – guitarra rítmica, voces
- Phil Harris – guitarra líder, voces
- Fran Byrne – batería, percusión

Músicos adicionales
- Chris Hughes – trompa (5), saxofón (9)
- Mick Eves – trompa (5)
- Buddy Beadle – trompa (5)

Personal técnico
- John Anthony – productor, ingeniero de audio
- Pat Moran – ingeniero de audio
- Mike Stone – ingeniero de audio
- Dennis Mackay – ingeniero de audio
- Pat Anthony – ingeniero de audio
- Neil Kernon – operador de cinta
- Peter Fielder – operador de cinta

## Posicionamiento
| Gráfica (1975)                            | Pico de posición |
| ----------------------------------------- | ---------------- |
| Canadá (RPM Top Albums/CDs)               | 16               |
| Estados Unidos (Billboard Top LPs & Tape) | 11               |
| Estados Unidos (Cashbox Top 100)          | 22               |